# جاكي بيرد (صحفية)
جاكي بيرد (بالإنجليزية: Jackie Bird)‏ صحفية بريطانية، ولدت في 31 يوليو 1962 في بلزهيل ‏ في المملكة المتحدة.

## وصلات خارجية
- جاكي بيرد على موقع IMDb (الإنجليزية)